# Afanti

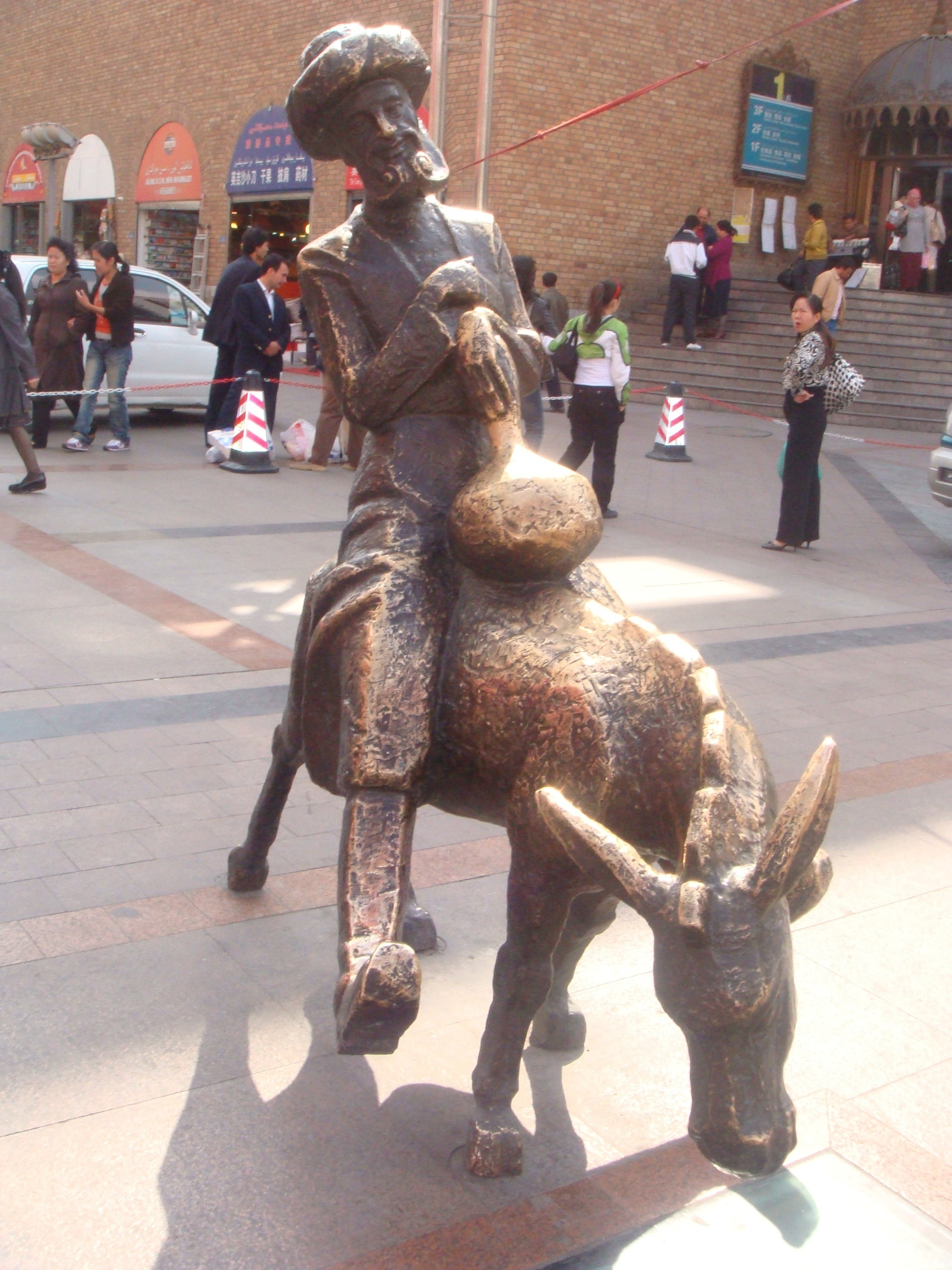
Représentation d'Afanti à Urumqi

Afanti (chinois simplifié : 阿凡提 ; pinyin : āfántí) est un personnage connu en Chine, en raison d'un film d'animation et d'un film en  prise de vue réelle de 1980 de la province du Xinjiang, inspiré du légendaire Nasr Eddin Hodja.
La série d'animation en volume autour de ce personnage, appelée Les Histoires d'Afanti (阿凡提的故事, āfántí de gùshi) en 14 épisodes produite entre 1979 et 1988 par le Studio d'animation de Shanghai, a rendu le personnage célèbre auprès de tous les petits enfants chinois.
Ce personnage très rusé se promène toujours avec son âne et se joue des mots pour arriver à ses fins.